# 捨て猫の家
『捨て猫の家』（すてねこのいえ）は、井上ナヲによる日本の漫画作品。大洋図書の漫画雑誌『CRAFT』2007年Vol.31-34、2008年Vol.35-36に掲載された。

## あらすじ
独りで孤独に生きてきた吸血鬼のエドは、気まぐれから捨て子の少年フィルを拾って以来一緒に暮らしている。好きだと言い、無邪気に懐いてくるフィルに欲情し、戸惑う。長い間忘れていた感覚に支配されたエドは、フィルに口付けをする。

## 登場人物
エド
声 - 鳥海浩輔
吸血鬼。気まぐれに拾った少年フィルをある時から意識し始める。そんな自分に戸惑い、フィルを突き放そうとするが…。
フィル
声 - 水島大宙
エドに拾われた人間の少年。エドのことが好きだと告げるが、そのことでエドが逆上され家を追い出される。
セス
声 - 高橋広樹
エドの理解者で、時々エドに自分の血を与えている。
アリス
声 - 小室洋子
図書館の学芸員で、フィルと親しくなる。

## 書誌情報
- 井上ナヲ『捨て猫の家』大洋図書 ミリオンコミックス
- 2008年9月15日初版第1刷発行、ISBN 978-4-8130-5146-6

## ドラマCD
- 捨て猫の家 2009年12月25日発売 fluorite